# Isabella Augusta Gregory
Isabella Augusta, Lady Gregory, z domu Isabella Augusta Persse (ur. 15 marca 1852, zm. 22 maja 1932) – irlandzka dramatopisarka i specjalistka od folkloru. Razem z Williamem Butler Yeatsem i innymi była współzałożycielem Irish Literary Theatre i Abbey Theatre; napisała też dla tych instytucji sztuki teatralne. Jest również autorką książek poruszających tematykę mitologii irlandzkiej. Urodzona w rodzinie, która identyfikowała się z Imperium Brytyjskim, stała się zagorzałą irlandzką patriotką, na co wpływ miały wydarzenia w tym kraju, do których doszło w trakcie jej życia.
Została zapamiętana dzięki swojemu wkładowi w Odrodzenie Irlandzkie w literaturze. Jej dom w majątku Coole Park w hrabstwie Galway służył jako ważne miejsce spotkań dla przodujących postaci tamtego okresu, zaś jej praca jako członkini zarządu the Abbey miała dla tej instytucji równie duże znaczenie, jak dzieła literackie jej autorstwa. Jej motto, zapożyczone od Arystotelesa, brzmiało „Myśleć jak człowiek uczony, ale wyrażać siebie tak, jak zwykli ludzie”.

## Lata młodości i małżeństwo
Lady Gregory urodziła się jako najmłodsza z córek w angielsko-irlandzkiej, zamożnej rodzinie o nazwisku Persse w Roxborough, w hrabstwie Galway. Jej matka, Frances Barry, miała bogate koneksje rodzinne, zaś jej posiadłość liczyła 24 km² wraz z domem, który spłonął podczas wojny domowej w Irlandii w latach 1922–1923. Edukację pobierała w domu, zaś duży wpływ na nią miała niania, Mary Sheridan – katoliczka mówiąca po irlandzku, która zapoznała Isabellę z lokalnymi wierzeniami, tradycjami i legendami. Wydaje się, że miało to duże znaczenie pod względem edukacyjnym w kontekście tego, że w domu tym nie było biblioteki, zaś jej matka, protestantka, nie pozwalała jej czytać żadnych powieści przed ukończeniem osiemnastego roku życia.
Poślubiła sir Williama Henry’ego Gregory, wdowca z posiadłością przy Coole Park 4 marca 1880 w jednym z protestanckich kościołów Dublina. Jako żona osoby z tytułem honorowym została upoważniona do używania tytulatury „Lady Gregory”. Sir William Gregory, który był starszy o 35 lat od panny młodej, świeżo opuścił pozycję gubernatora Cejlonu, wcześniej zaś zasiadał na różnorodnych pozycjach urzędniczych. Był człowiekiem dobrze wykształconym, zaś jego dom posiadał pokaźną kolekcję książek i dzieł sztuki, którymi zaciekawiona była młoda Lady Gregory. Miał także dom w Londynie, gdzie para spędzała dużo czasu i urządzała cotygodniowe spotkania, na które przybywała śmietanka literacka i artystyczna: do gości zaliczali się m.in. Robert Browning, John Everett Millais i Henry James. Ich jedyne dziecko, syn o imieniu Robert, urodził się w 1881 roku. Zginął, służąc w brytyjskich siłach powietrznych podczas I wojny światowej, co zainspirowało Yeatsa do napisania wierszy „An Irish Airman Foresees His Death” i „In Memory of Major Robert Gregory”.

## Wczesne utwory
Rodzina Gregorych podróżowała do Cejlonu, Indii, Hiszpanii, Włoch i Egiptu. Podczas wyjazdu do tego ostatniego państwa Lady Gregory miała romans z angielskim poetą, Wilfridem Scawen Bluntem, podczas którego napisała serię miłosnych poematów, A Woman's Sonnets. Później Blunt opublikował je pod swoim nazwiskiem.
Jej najwcześniejszym utworem opublikowanym pod własnym nazwiskiem był Arabi and His Household (1882), pamflet, który pierwotnie był listem do gazety The Times. Stanowił gest wsparcia dla Urabi Paszy, przywódcy powstania w Egipcie (w latach 1879–82) przeciwko reżimowi Chedywów i europejskiej dominacji nad tym państwem. Pisarka powiedziała później, że „jakakolwiek polityczna złość lub energia urodziła się we mnie, ukazała się i wypaliła właśnie w tamtym czasie”. Pomimo tego w 1893 roku opublikowała A Phantom’s Pilgrimage, or Home Ruin, pamflet zwrócony przeciwko irlandzkim nacjonalistom. Podjęła się także pracy charytatywnej w jednej z londyńskich parafii, po czym stworzyła kolejny pamflet Over the River (1887) podejmujący temat zebranych tam doświadczeń.
Więcej utworów pisanych prozą stworzyła w okresie małżeństwa. Zimą 1883/84, podczas pobytu małżonka w Cejlonie, pracowała nad serią wspomnień z okresu jej dzieciństwa z zamiarem opublikowania ich pod tytułem An Emigrant’s Notebook, porzuciła jednak ten plan. Napisała także pewną liczbę krótkich historii z lat 1890–1891, aczkolwiek te nigdy nie były przeznaczone do druku. Z tego okresu zachował się także zbiór nigdy niepublikowanych wierszy.
Kiedy sir William Gregory umarł w marcu 1892 roku, kobieta zaczęła nosić żałobę, powróciła na Coole Park, gdzie zajęła się autobiografią męża, która ukazała się drukiem w 1894 roku. Miała później napisać: „Gdybym nie wyszła za mąż, nie nauczyłabym się szybkiego ubogacania zdań jakiego nabywa się w rozmowie. Gdybym nie owdowiała, nie doświadczyłabym odosobnienia umysłu, spokoju do obserwacji koniecznego, aby dać wgląd w osobowość, wyrazić ją i poddać interpretacji. Samotność uczyniła mnie bogatą – 'pełną', jak mówi Bacon."

## Zainteresowanie kulturą narodową

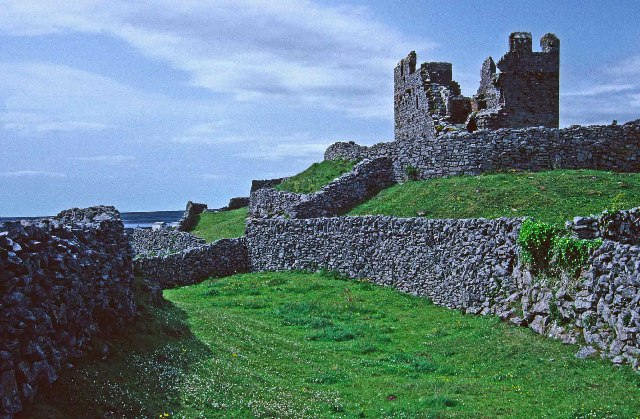
Ruiny zamku w Inis Oírr (Inisheer)

Wycieczka do Inis Oírr (Inisheer) w 1893 roku ponownie obudziła w pisarce zainteresowanie irlandzkim językiem i folklorem rejonu, który zamieszkiwała. Zorganizowała lekcje irlandzkiego w szkole w Coole i rozpoczęła zbieranie podań ludowych dotyczących okolicznych terenów, zwłaszcza od rezydentów lokalnego przytułku. Pozwoliło jej to na publikację zbioru materiałów na temat folku, m.in. A Book of Saints and Wonders (1906), The Kiltartan History Book (1909) i The Kiltartan Wonder Book (1910). Stworzyła także kilka dzieł omawiających irlandzkie mity w wersji z regionu Kiltartan: Cuchulain of Muirthemne (1902) i Gods and Fighting Men (1904). We wstępie do tego ostatniego Yeats napisał: „Myślę, że ta książka jest najlepszą, która ukazała się w Irlandii za mojego życia”. James Joyce, przeciwny dążeniom nacjonalistycznym, sparodiował to twierdzenie w jednym z rozdziałów w swoim Ulissesie.
Pod koniec 1894 roku Lady Gregory zachęcona powodzeniem autobiografii męża postanowiła zwrócić swoją uwagę ku innemu projektowi. Zdecydowała się dokonać wyboru listów dziadka swojego małżonka, które później opublikowała jako Mr Gregory’s Letter-Box 1813–30 (1898). Te autorskie badania w dziedzinie irlandzkiej historii pozwoliły jej na zwrot w poglądach; od skłonności unionistycznych do wsparcia dla nacjonalistów i republikanów, a także do czegoś, co później opisywała jako „niechęć i brak zaufania do Anglii”.

## Założenie Abbey Theatre

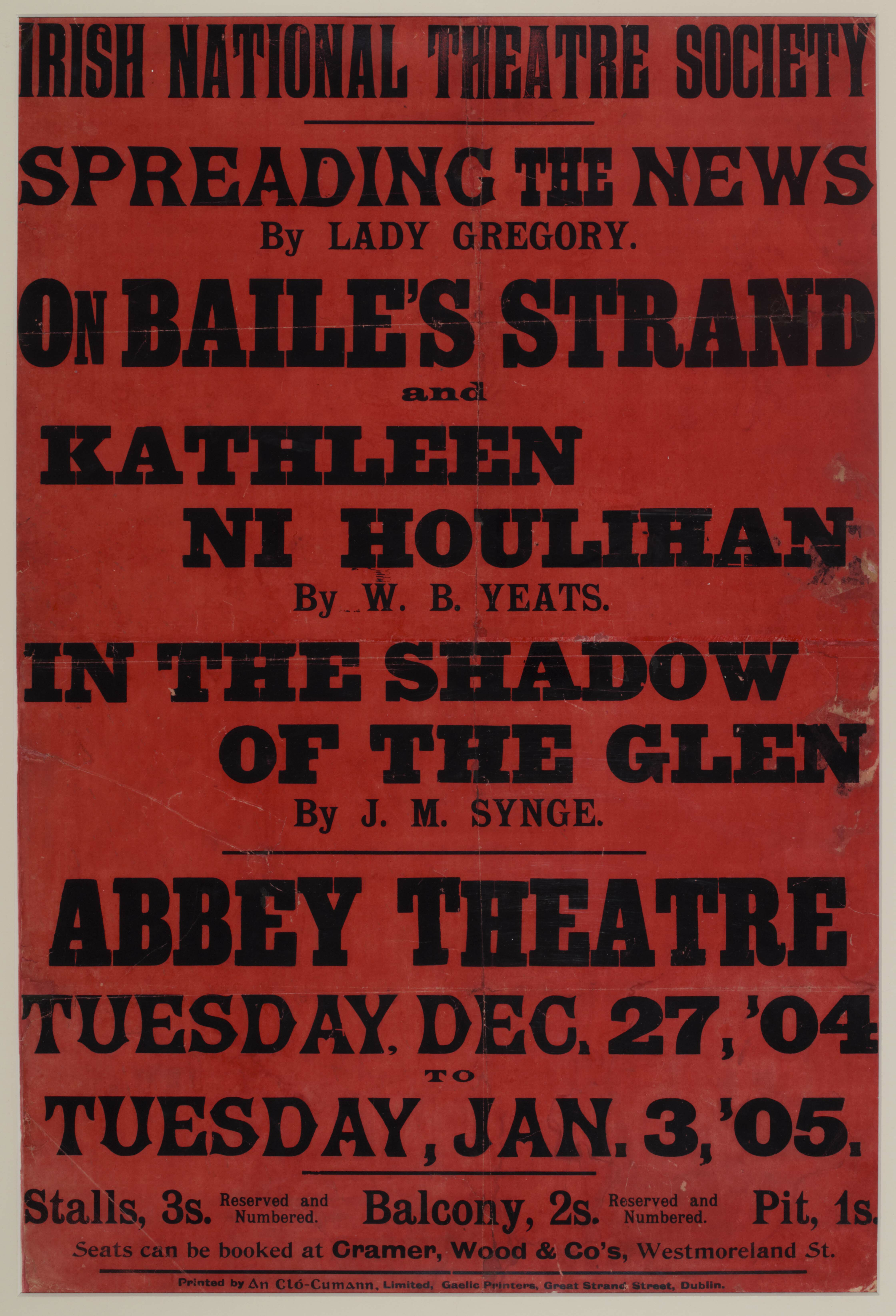
Plakat pierwszego przedstawienia wystawianego w Abbey Theatre od 27 grudnia 1904 do 3 stycznia 1905

Edward Martyn był sąsiadem Lady Gregory i to podczas wizyty u niego poznała W.B. Yeatsa. Dyskusje prowadzone między tą trójką doprowadziły do założenia w 1899 roku Irish Literary Theatre. Pisarka zajęła się zbieraniem funduszy, zaś pierwszy program zawierał The Heather Field Martyna i The Countess Cathleeen Yeatsa. Podczas tego okresu współpracowała z tym ostatnim przy tworzeniu jego sztuk, specjalizując się w dialogach prowadzonych przez chłopów.
Projekt tego teatru przetrwał do 1901 roku, kiedy to został zawieszony ze względu na braki w funduszach. W 1904 roku Lady Gregory, Martyn, Yeats, John Millington Synge, Æ, Annie Elizabeth Fredericka Horniman, William i Frank Fay uformowali Irish National Theatre Society. Pierwsze sztuki wystawiono w budynku zwanym Molesworth Hall. Kiedy dostępny stał się budynek przy Abbey Street w Dublinie, Horniman i William Fay zgodzili się na jego zakup i dostosowanie do potrzeb stowarzyszenia.
11 maja 1904 stowarzyszenie formalnie zaakceptowało ofertę Horniman zakładającą użycie tego obiektu. W świetle prawa Horniman nie była rezydentką na terenie Irlandii, więc wszelkich formalności dokonywała Lady Gregory, natomiast ich koszty spoczywały na Brytyjce. Podczas inscenizowania The Playboy of the Western World Syngego w 1907 roku doszło do zamieszek, pisarka wzięła Syngego w obronę mimo tego, że sama nie miała o sztuce wysokiego mniemania. W liście do Yeatsa następująco komentowała te wydarzenia: „To stara wojna między tymi, którzy używają szczoteczek do zębów i tymi, którzy tego nie robią”.

## Późne lata kariery
Pozostała na funkcji dyrektora teatru do czasu, kiedy pogorszył się jej stan zdrowia i musiała przejść na emeryturę w 1928 roku. W tym okresie napisała więcej niż 40 sztuk, głównie dla the Abbey. Wiele z nich miało charakter folklorystyczny i było związanych z regionem, z którego pisarka się wywodziła. Jej dzieła, które obecnie są rzadko inscenizowane, wówczas także nie cieszyły się popularnością. Irlandzki poeta, Oliver Gogarty, napisał: „wystawianie jej sztuk doprowadziło Abbey niemalże do ruiny”. Stworzyła także dwutomowe omówienie lokalnego folkloru Visions and Beliefs in the West of Ireland (1920), które miało stanowić swego rodzaju uzupełnienie jej utworów. Grała też główną rolę podczas trzech przedstawień Cathleen Ni Houlihan w 1919 roku.

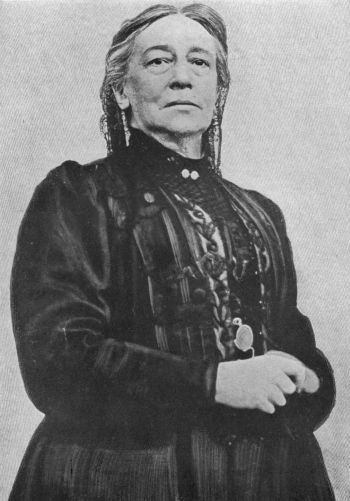
Lady Gregory w podeszłym wieku

Podczas zasiadania w zarządzie Abbey, Coole Park pozostał jej domem, dużo czasu spędzała jednak w hotelach w Dublinie. Tam stołowała się nieregularnie, często jadła to, co przyniosła z domu. Zdarzało się, że hotelowe pokoje wykorzystywała jako pokoje przesłuchań dla dramaturgów chcących pracować dla jej teatru. Spędzała wiele czasu w bibliotece, pracując nad tłumaczeniami. Zdobyła sobie opinię osoby konserwatywnej. Kiedy Denis Johnston przedłożył swoją pierwszą sztukę, Shadowdance, do kierownictwa Abbey ta została odrzucona przez Lady Gregory i wróciła do autora z dopiskiem na stronie tytułowej brzmiącym The Old Lady says No (Starsza Dama mówi „Nie”). Johnson zdecydował o zmianie nazwy, po czym The Old Lady Says 'No'  była wystawiana przez Gate Theatre 1928 roku.

## Po przejściu na emeryturę
Kiedy Lady Gregory zrezygnowała z zasiadania w zarządzie teatru, postanowiła powrócić do Galway, przy czym regularnie odwiedzała Dublin. Dom przy Coole Park został sprzedany, przy czym kobieta miała prawo zamieszkiwać w nim do końca życia. Posiadłość w Galway nadal pełniła rolę miejsca spotkań irlandzkich pisarzy.
Yeats napisał pięć utworów, których akcja jest osadzona w domu lub jego okolicach: The Wild Swans at Coole, I walked among the seven woods of Coole, In the Seven Woods, Coole Park, 1929 i Coole Park and Ballylee, 1931.
Pisarka zmarła w wieku 80 lat; przyczyną zgonu był rak piersi. Została pochowana na Nowym Cmentarzu w Bohermore, w hrabstwie Galway. Wyposażenie Coole Park zostało sprzedane na aukcji trzy miesiące po jej śmierci, zaś dom został poddany rozbiórce w 1941 roku. Sztuki Lady Gregory po jej śmierci mocno utraciły na popularności i do dziś rzadko są wystawiane na scenie. Praktycznie przez całe dorosłe życie pisała dzienniki i pamiętniki, wiele z nich doczekało się publikacji. Stanowią źródła dla badań nad historią literatury irlandzkiej początku XX wieku, zaś fragmenty dotyczące założenia Abbey Theatre są jedynymi zachowanymi wspomnieniami jednego z głównych uczestników tych wydarzeń.

## Dzieła

### Sztuki
- Twenty Five (1903)
- Spreading the News (1904)
- Kincora: A Play in Three Acts (1905)
- The White Cockade: A Comedy in Three Acts (1905)
- Hyacinth Halvey (1906)
- The Doctor in Spite of Himself (1906)
- The Canavans (1906)
- The Rising of the Moon (1907)
- Dervorgilla (1907)
- The Workhouse Ward (1908)
- The Rogueries of Scapin (1908)
- The Miser (1909)
- Seven Short Plays (1909)
- The Image: A Play in Three Acts (1910)
- The Deliverer (1911)
- Damer’s Gold (1912)
- Irish Folk History Plays (First Series 1912, Second Series 1912)
- McDonough’s Wife (1913)
- The Image and Other Plays (1922)
- The Dragon: A Play in Three Acts (1920)
- The Would-Be Gentleman (1923)
- An Old Woman Remembers (1923)
- The Story Brought by Brigit: A Passion Play in Three Acts (1924)
- Sancha’s Master (1927)
- Dave (1927)

### Proza i tłumaczenia
- Arabi and His Household (1882)
- Over the River (1887)
- A Phantom’s Pilgrimage, or Home Ruin (1893)
- ed., Sir William Gregory, KCMG: An Autobiography (1894)
- ed., Mr Gregory’s Letter-Box 1813–30 (1898)
- ed., Ideals in Ireland: A Collection of Essays written by AE and Others (1901)
- Cuchulain of Muirthemne: The Story of the Men of the Red Branch of Ulster arranged and put into English by Lady Gregory (1902)
- Ulster (1902)
- Poets and Dreamers: Studies and Translations from the Irish (1903)
- Gods and Fighting Men (1904)
- A Book of Saints and Wonders, put down here by Lady Gregory, according to the Old Writings and the Memory of the People of Ireland (1906)
- The Kiltartan History Book (1909)
- A Book of Saints and Wonders (1906)
- Our Irish Theatre: A Chapter of Autobiography (1913)
- Kiltartan Poetry Book, Translations from the Irish (1919)
- Visions and Beliefs in the West of Ireland (1920)
- Hugh Lane’s Life and Achievement, with some account of the Dublin Galleries (1921)
- Case for the Return of Sir Hugh Lane’s Pictures to Dublin (1926)
- Seventy Years (1974).

### Dzienniki
- Lennox Robinson, ed., Lady Gregory’s Journals 1916–30 (1946)
- Daniel Murphy, ed., Lady Gregory’s Journals Vol. 1 (1978); Lady Gregory’s Journals, Vol. II (1987)
- James Pethica, ed., Lady Gregory’s Diaries 1892–1902 (1995)

## Literatura zalecana
Pozycje drukowane
- Kohfeldt, Mary Lou. Lady Gregory: The Woman Behind the Irish Renaissance. (André Deutsch, 1984) ISBN 0-689-11486-9
- McDiarmid, Lucy, and Maureen Waters, editors. Lady Gregory: Selected Writings. (Penguin Twentieth Century Classics, 1996) ISBN 0-14-018955-6
- Napier, Taura. Seeking a Country: Literary Autobiographies of Irish Women. (Univ.Press of America, 2001) ISBN 0-7618-1934-7
- Tóibín, Colm. Lady Gregory's Toothbrush. (Picador, 2003) ISBN 0-330-41993-5

Pozycje internetowe
- Lady Gregory at the Princess Grace Irish Library (ang.)
- Lady Gregory at Irish Writers Online. irishwriters-online.com. [zarchiwizowane z tego adresu (2004-11-19)]. (ang.).
- Plays Produced by the Abbey Theatre Co. and its Predecessors, with dates of First Performances. by Lady Augusta Persse Gregory (1852–1932) (ang.)